# Cryptamorpha
Cryptamorpha es un género de coleópteros polífagos perteneciente a la familia Silvanidae.  Es originario de Asia y Australia.

## Especies
- Cryptamorpha abnormis Sen Gupta & Pal, 1996
- Cryptamorpha bhutanensis Pal & Sen Gupta, 1979
- Cryptamorpha blackburni Grouvelle, 1919
- Cryptamorpha brevicornis (White, 1846)
- Cryptamorpha curvipes Broun, 1880
- Cryptamorpha delicatula Blackburn, 1888
- Cryptamorpha desjardinsii (Guérin-Méneville, 1844)
- Cryptamorpha dumbrelli Grouvelle, 1919
- Cryptamorpha figurata Grouvelle, 1903
- Cryptamorpha infans Grouvelle, 1908
- Cryptamorpha kaszabi Pal & Sen Gupta, 1979
- Cryptamorpha lata Oke, 1925
- Cryptamorpha leai Grouvelle, 1919
- Cryptamorpha lindi Blackburn, 1888
- Cryptamorpha lineella Grouvelle, 1903
- Cryptamorpha macleayi Blackburn, 1892
- Cryptamorpha nepalensis Sen Gupta & Pal, 1996
- Cryptamorpha olliffi Blackburn, 1888
- Cryptamorpha optata Olliff, 1885
- Cryptamorpha peregrina Blackburn, 1903
- Cryptamorpha picturata (Reitter, 1880)
- Cryptamorpha redtenbacheri (Reitter, 1876)
- Cryptamorpha rugicollis (Broun, 1910)
- Cryptamorpha sculptifrons Reitter, 1889
- Cryptamorpha tenella Grouvelle, 1919
- Cryptamorpha triguttata Waterhouse, 1876
- Cryptamorpha victoriae Blackburn, 1888
- Cryptamorpha villosa Grouvelle, 1919